# Aldrovanda
Az aldrovanda (Aldrovanda vesiculosa) a szegfűvirágúak (Caryophyllales) rendjébe, ezen belül a harmatfűfélék (Droseraceae) családjába tartozik. Nemzetségének egyetlen leírt, recens faja.

## Előfordulása
Az aldrovandának Közép-Európában csak kevés termőhelye ismert. Magyarországon a Somogy vármegyei Baláta-tóban él. Igen ritka. Védett növény. Európán kívül még előfordul Afrikában, Ázsiában és Ausztráliában.

## Megjelenése
Az aldrovanda gyökértelen, a vízben szabadon lebegő, rovarfogó, évelő növény. Igen törékeny szára 10-25 centiméter hosszú, számos, 6-10 levelű, sűrűn álló levélörvvel. A levelek mintegy egy centiméteresek, nyelük ék alakúan kiszélesedett, és a végén 4-6 merev sertében folytatódik. A serték között a levéllemez kanál alakú, középvonala mentén összehajló, felső oldalán finom szőrök találhatók. A levéllemezek összecsapódásra képes csapdává alakultak át. A virágok 5 tagúak, zöldesfehérek, levélhónaljiak, gyakran ki sem nyílnak.

## Életmódja
Az aldrovanda élőhelye a sekély, erősen felmelegedő állóvizek, amelyek mészmentesek és tápanyagban is meglehetősen szegények, például vizesárkok, kisebb tavak, illetve nagyobb tavak parti részei. „Vadászatkor” összecsapódó leveleivel apró víziállatokat zsákmányol, melyek a szőröket megérintik.

## Képek

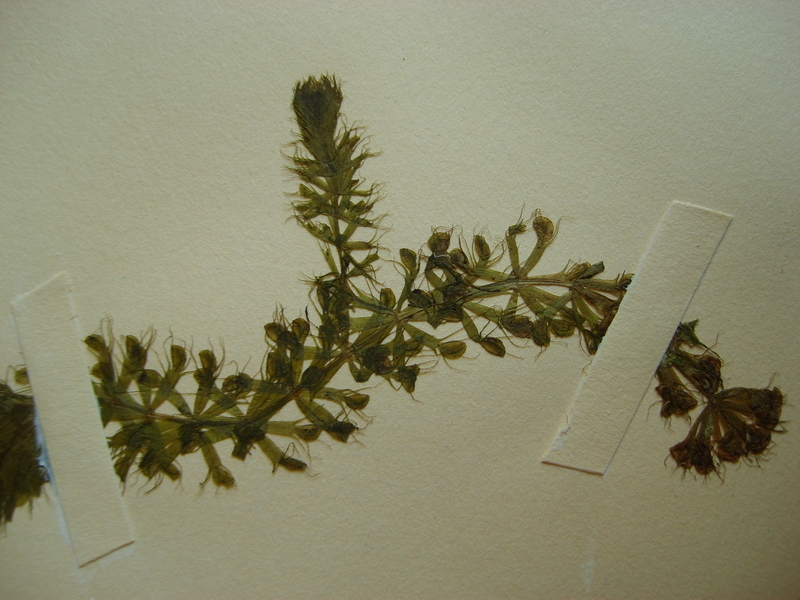
Szárított, lapított
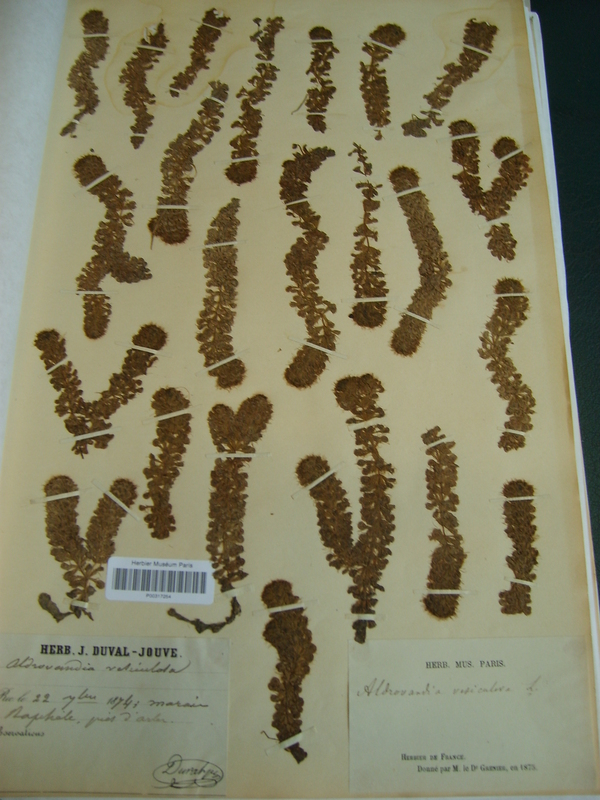
példányok
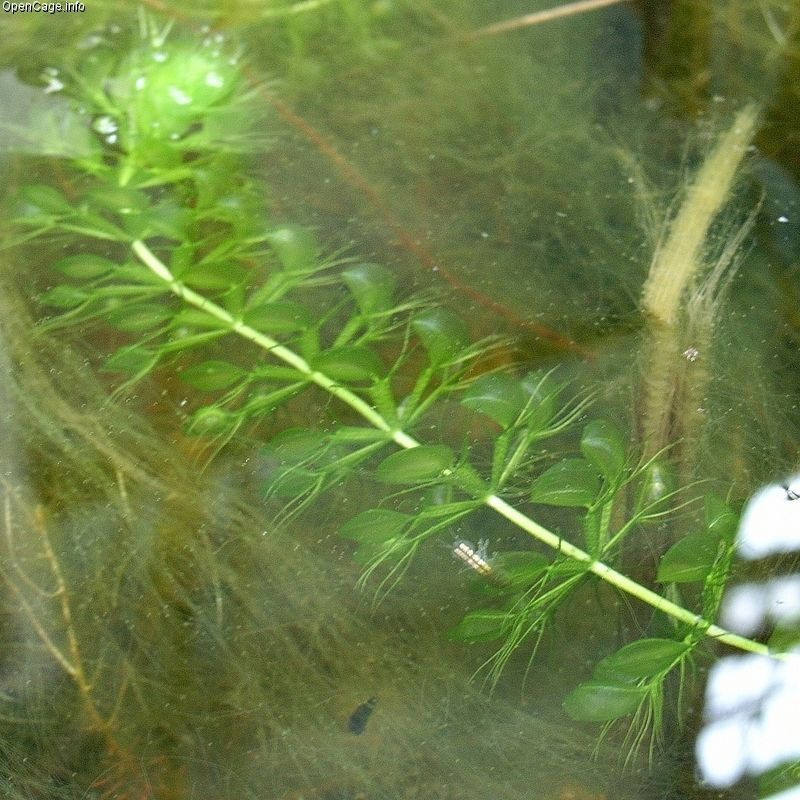
A természetes élőhelyén
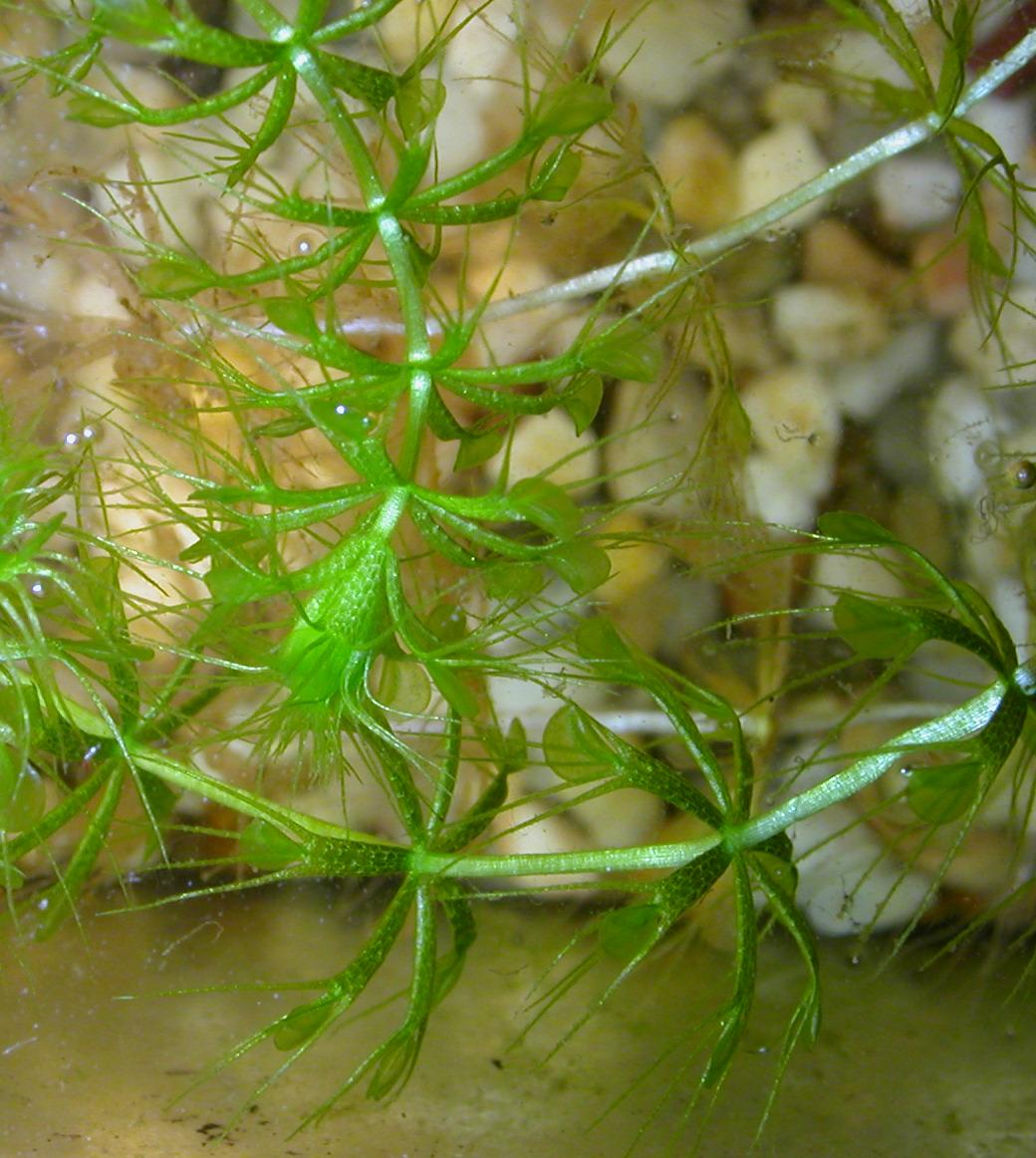
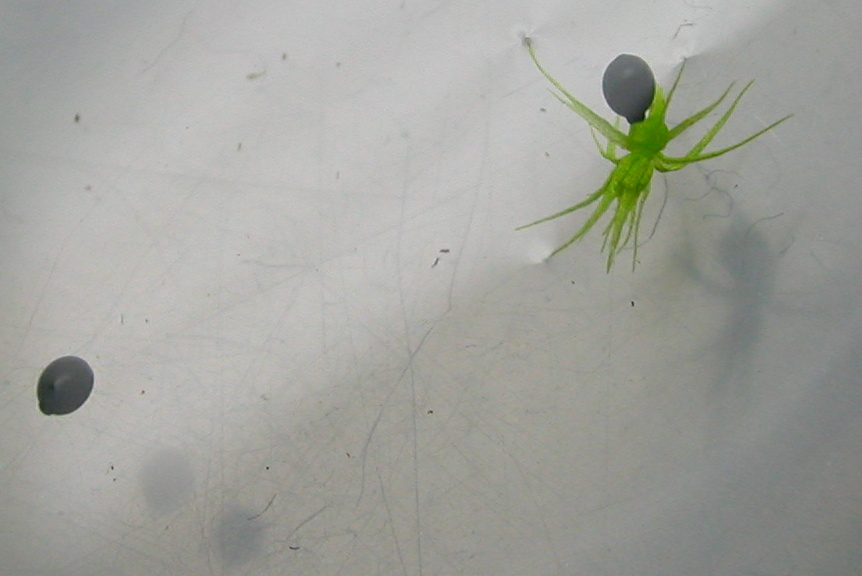
Magja és kicsírázott magja
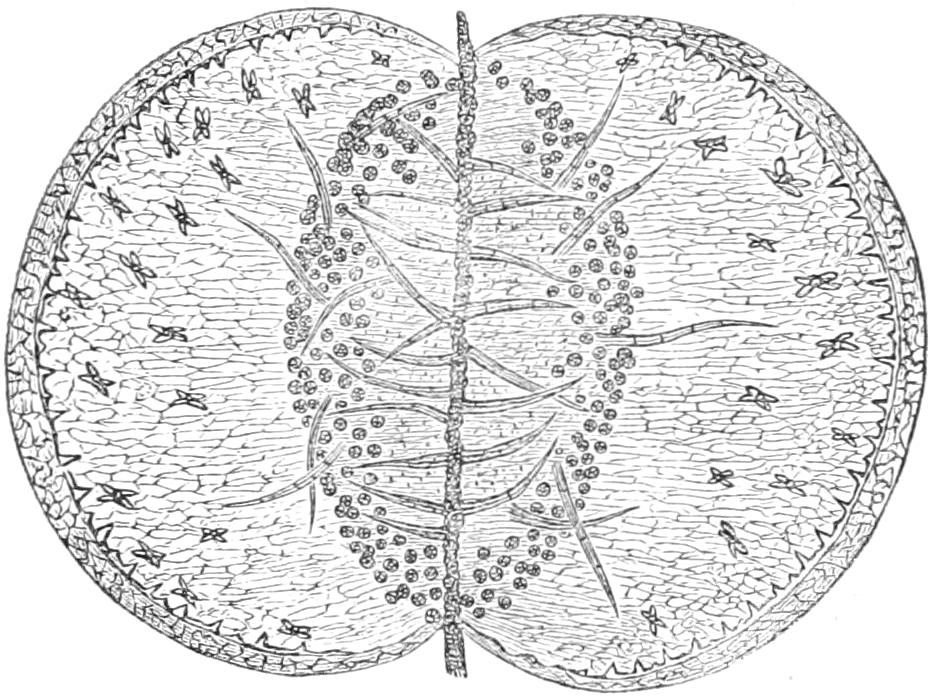
Rajz egy lapított és felbontott levél belsejéről
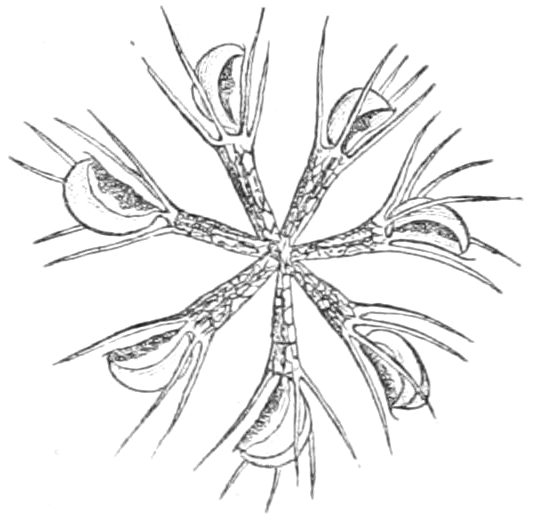
Rajz a száron lévő levélörvről